# Tu peor error
«Tu peor error» es una canción compuesta y grabada por el grupo español La Quinta Estación. La canción es el primer sencillo de su tercer álbum de estudio, El mundo se equivoca. La canción alcanzó el número uno en la lista de singles española en 2006.
- Datos: Q6153612